# 민경호 (자전거 경기 선수)
민경호(1996년 7월 25일~)는 대한민국의 자전거 경기 선수이다. 2023년 제19회 항저우 아시안게임 사이클 남자 4km에서 단체추발 동메달을 획득했다.